# Великий Острів (Бокситогорський район)
Великий Острів (рос. Большой Остров) — присілок Бокситогорського району Ленінградської області Росії. Входить до складу Борського сільського поселення.
Населення — 68 осіб (2012 рік).